# 筋少の大海賊 vol.1
『筋少の大海賊 vol.1』（きんしょうのだいかいぞく vol.1）は、筋肉少女帯のライブトラック集である。2002年12月26日にタイムリーレコード（筋肉レコード）より発売された。翌年には『vol.2』も出ている。

## 概要
オフィシャル・ブートレッグ（公式海賊盤）と銘打ったライブ・アルバムであり、1989年から1997年までの膨大な数のライブ音源から抽出された。そのため曲によって音質が異なり、また、総じて録音の状態は良くない。
曲の選定にあたっては、あえて代表曲を避け、なるべく全国各地の様々な場所でのテイクを網羅するように努めたという。また、ライナーノーツは市川哲史が書いている。

## 収録曲
1. 少年、グリグリメガネを拾う
（作詞：大槻ケンヂ / 作曲：大槻ケンヂ, 筋肉少女帯 / 編曲：筋肉少女帯）
1990年10月28日, 小田急御殿場ファミリーランド特設ステージ
2. 銀輪部隊
（作詞：大槻ケンヂ / 作曲：本城聡章, 筋肉少女帯 / 編曲：筋肉少女帯）
1996年5月14日, 神戸チキンジョージ
3. くるくる少女
（作詞：大槻ケンヂ / 作曲：橘高文彦, 筋肉少女帯 / 編曲：筋肉少女帯）
1996年5月13日, 大阪メルパルクホール
4. デコイとクレーター
（作詞：大槻ケンヂ / 作曲：大槻ケンヂ, 筋肉少女帯 / 編曲：筋肉少女帯）
1991年2月22日, 高知県民文化ホール
5. 何処へでも行ける切手
（作詞：大槻ケンヂ / 作曲：内田雄一郎, 筋肉少女帯 / 編曲：筋肉少女帯）
1991年9月8日, 名古屋ボトムライン
6. 人生は大車輪
（作詞：大槻ケンヂ / 作曲：大槻ケンヂ, 本城聡章, 筋肉少女帯 / 編曲：筋肉少女帯）
1992年7月21日, 千葉文化会館
7. 子犬にしてあげる
（作詞：大槻ケンヂ / 作曲：内田雄一郎, 筋肉少女帯 / 編曲：筋肉少女帯）
1996年5月21日, 仙台青年文化センター
8. 生きてあげようかな
（作詞：大槻ケンヂ / 作曲：本城聡章, 筋肉少女帯 / 編曲：筋肉少女帯）
1992年7月10日, 札幌市民会館
9. 妄想の男
（作詞：大槻ケンヂ / 作曲：本城聡章, 筋肉少女帯 / 編曲：筋肉少女帯）
1992年8月11日, 青森クォーター
10. さらば桃子
（作詞：大槻ケンヂ / 作曲：橘高文彦, 筋肉少女帯 / 編曲：筋肉少女帯）
1994年5月6日, 中野サンプラザ
11. 俺の罪
（作詞：大槻ケンヂ / 作曲：内田雄一郎, 筋肉少女帯 / 編曲：筋肉少女帯）
1993年6月7日, 徳島郷土文化会館
12. リテイク
（作詞：大槻ケンヂ / 作曲：橘高文彦, 筋肉少女帯 / 編曲：筋肉少女帯）
1996年5月8日, 福岡スカラエスパシオ
13. また会えたらいいね
（作詞：大槻ケンヂ / 作曲：大槻ケンヂ, 内田雄一郎 / 編曲：筋肉少女帯, 是永巧一）
1995年5月13日, 新宿日進パワーステーション